# Wilson Avenue
Wilson Avenue – stacja metra nowojorskiego, na linii L. Znajduje się w dzielnicy Brooklyn, w Nowym Jorku i zlokalizowana jest pomiędzy stacjami Halsey Street i Bushwick Avenue – Aberdeen Street. Została otwarta 14 grudnia 1928.